# Ветров, Иван Дмитриевич
Иван Дмитриевич Ветров (1905—1986) — советский государственный и военный деятель, один из организаторов и руководителей партизанского движения на территории Полесской области в годы Великой Отечественной войны. Прокурор БССР. Министр юстиции. Заслуженный юрист БССР (1972 г.). Почётный гражданин города Мозыря.

## Биография
Родился 26 сентября (9 октября) 1905 года в деревне Самотевичи Чериковского уезда Могилёвской губернии Российской империи, ныне Костюковичского района Могилёвской области Белоруссии.
В детстве работал подпаском, а повзрослев — пастухом. Учился в школе.
В 1927—1928 годах служил в Красной Армии в Гомеле в 31-м кавалерийском полку. С декабря 1928 года находился на руководящей партийной работе в Крупском и Чериковском районах. С 1936 года работал в органах прокуратуры. В 1939 году учился в Высшей партийной школе при ЦК ВКП(б), после окончания которой в феврале 1940 года был назначен на должность прокурора Белорусской ССР.
С самого начала Великой Отечественной войны участвовал в подборе и отправке людей в тыл врага для организации подпольной борьбы и партизанского движения. Осенью 1941 года добровольно ушел на фронт, воевал на Брянском и Калининском фронтах. Получил контузию и был отправлен на лечение в Москву. В июне 1942 года Ветров был отозван из действующей армии в распоряжение ЦК КП(б) Белорусской ССР — в Белорусский штаб партизанского движения. С августа 1943 года занимал должность секретаря подпольного Полесского обкома партии и одновременно являлся командиром областного соединения.
Во время боев за освобождение Белоруссии ЦК КП(б) Белорусской ССР направил Ивана Дмитриевича на 1-й Белорусский фронт для координации совместных действий наступающих частей Красной Армии и партизан Полесской и Минской областей.
После освобождения Белоруссии, в июле 1944 года Ветров приступил к работе по восстановлению деятельности органов прокуратуры БССР. В 1952 году с отличием окончил Военно-юридическую академию, передавал опыт молодым студентам-юристам, работая по совместительству доцентом юридического факультета Белорусского государственного университета имени В. И. Ленина. С июня 1953 по апрель 1960 года работал Министром юстиции Белорусской ССР. Был депутатом Верховного Совета СССР 2-го созыва.
В 1960 году по состоянию здоровья и в связи с упразднением Министерства юстиции Ветров ушел на заслуженный отдых.
Постановлением Госсовета ПНР от 17.01.1964 за номером 0/27 был удостоен Золотого Креста ордена Virtuti Militari.
Умер 10 февраля 1986 года. Похоронен он на Чижовском кладбище в Минске. Автор военных мемуаров «Братья по оружию» (1965 год).

## Награды
- Награждён орденами Ленина, Красного Знамени, Трудового Красного Знамени (дважды), Красной Звезды, Орденом Отечественной войны I степени, Дружбы народов, а также многими медалями СССР, орденами ПНР, ЧССР
- Заслуженный юрист БССР (1972)
- Заслуженный работник культуры БССР (1980)
- Почётный гражданин города Мозыря (1974)
- Почётный житель города Тренчин (Чехословакия)

## Память
- 17 июня 2022 года в Мозыре на здании районной прокуратуры открыта мемориальная доска в честь И. Д. Ветрова[4]